# Fashion of His Love
«Fashion of His Love» — песня американской исполнительницы Леди Гаги из её второго студийного альбома Born This Way.

## О песне
«Fashion of His Love» представляет собой средне темповую поп-песню, похожую на музыку 80-х. Лирика песни повествует о человеке, который ищет любовь, которую никогда не испытывал. Песня своей лирикой напоминает композицию «I Wanna Dance with Somebody (Who Loves Me)» от Уитни Хьюстон. Pop Crush выразил мнение, что песня не смогла попасть в стандартную версию альбома Born This Way, только по тому, что выбивается своей лёгкостью из мрачной стилистики большинства композиций на альбоме. В песне есть строки из не выпущенной ранее песни «Earthquake», также известной как «Then You’d Love Me». Композиция вошла в делюкс-версию Born This Way. «Fashion of His Love» — это одна из первых песен, написанных Гагой, а также одна из первых завершенных для третьего альбома, Born This Way. До релиза трека Леди Гага упомянула, что эта песня — дань известному модельеру Александру Макквину и была написана после его смерти. Также в 2010 году Гага посвятила ему своё выступление с песнями «Telephone» и «Dance in the Dark» на премии Brit Awards. Премьера «Fashion of His Love» состоялась на GagaVille 19 мая.
Песня получила в основном смешанные отзывы. Многим критикам показалась легкой и позитивной, что не дало вписаться в темную стилистику альбома и сделало её дополнительным треком в делюкс-версии.

## Участники записи
- Леди Гага — вокал, композитор, продюсер
- Фернандо Гарибэй — композитор, продюсер

Информация взята из буклета к альбому Born This Way.

## Чарты
| Чарт (2011)                                | Высшая Позиция |
| ------------------------------------------ | -------------- |
| UK Singles Chart (Official Charts Company) | 140            |